# Stelio DeRocco
Stelio DeRocco (ur. 13 kwietnia 1960 r. w Mali Lošinj) – kanadyjski siatkarz, grający w lidze włoskiej, potem trener, m.in. reprezentacji Australii i Kanady. Od stycznia 2016 roku do lutego 2018 roku był trenerem MKS-u Będzin. Od 1 sierpnia 2018 będzie głównym trenerem United Volleys we Frankfurcie w Niemczech.

## Kariera zawodnicza
- 1977-1980:  West Toronto
- 1980/1981:  Transcoop Reggio Emilia
- 1981-1987:  Volley Bologna
  -  Mistrzostwo Włoch 1985
  -  2. miejsce Mistrzostw Włoch 1986
  -  Puchar Włoch 1984
  -  2. miejsce w Pucharze Włoch 1986
  -  3. miejsce w Pucharze Włoch 1986, 1987
  -  Puchar Europy Zdobywców Pucharów 1987

## Kariera trenerska
- 1987-1990:  Manitoba Volleyball Team
  -  Western Canada Summer Games 1987
- 1990-1995:  Gabeca Montichiari
  -  Puchar Zdobywców Pucharów 1991, 1992
  -  Puchar Zdobywców Pucharów 1993
  -  2. miejsce w Superpucharze Europy 1991, 1992
- 1995-1996:  Volley Montichiari
  - awans do seria A ligi siatkówki kobiet
- 1996/1997:  Com Cavi Multimedia Napoli (od 1 grudnia 1996)
- 1997-2000:  Australia
  -  2. miejsce w Mistrzostwach Azji 1999
  -  3. miejsce w Mistrzostwach Azji 1997
- 2001-2006:  Kanada
  -  2. miejsce w Mistrzostwach Ameryki Północnej, Centralnej i Regionu Karaibów 2003
  -  3. miejsce w Mistrzostwach Ameryki Północnej, Centralnej i Regionu Karaibów: 2001, 2005
  -  3. miejsce w Pucharze Panamerykańskim 2006
- 2006/2007:  Tonno Callipo Vibo Valentia
- 2007-2009:  Tomis Konstanca
  -  Mistrzostwo Rumunii 2008, 2009
  -  Puchar Rumunii 2008, 2009, 2010
  -  3. miejsce w Pucharze Challenge 2009
- 2010-2012:  Red River College
- 2011-2014:  Al-Shabab Dubaj
  -  Puchar Prezydenta ZEA 2013, 2014
  -  Puchar Zayeda 2013
  -  Superpuchar ZEA 2014
- 2016:  MKS Będzin
- 2018:  United Volleys Frankfurt

## Życie osobiste
Stelio jest żonaty z Val DeRocco, reprezentantką drużyny narodowej Kanady w piłce siatkowej kobiet. Mają dwójkę synów Michaela i Jasona, który gra w Jastrzębskim Węglu.